# Rhododendron hyugaense
Rhododendron hyugaense är en ljungväxtart som först beskrevs av Yamazaki, och fick sitt nu gällande namn av T. Yamazaki. Rhododendron hyugaense ingår i släktet rododendron, och familjen ljungväxter. Inga underarter finns listade i Catalogue of Life.